# Amigo (canção de Shinee)
Amigo (estilizado como A.Mi.Go; em coreano: "아.미.고") foi lançada em 29 de outubro de 2008, como o primeiro single da versão repackage do primeiro álbum de estúdio da boy band sul-coreana Shinee, The Shinee World. Foi escrita por Yoo Young-jin.
Amigo, além do significado "amigo" em língua portuguesa e espanhola, também é uma versão abreviada da frase coreana "아름다운 미녀를 좋아하면 고생한다" (Areumdaun minyeoreul johahamyeon gosaenghanda) que significa "se você ama uma beleza, você vai sofrer".

## Versão coreana
A versão coreana de "Amigo" foi lançada como uma faixa na versão repackaged do primeiro álbum de estúdio coreano do grupo, The Shinee World, renomeado como Amigo. O formato físico do álbum foi lançado 31 de outubro de 2008 na Coreia do Sul sob o rótulo da SM Entertainment. A canção também foi lançada separadamente como um single digital na mesma data no iTunes e outros portais de música. Atingiu um pico de número 5 na Gaon Chart no dia de seu lançamento.
"Amigo" foi escolhida como o primeiro single para as promoções oficiais da versão repackaged do álbum. A canção foi executada em vários programas de música, incluindo Music Bank, Inkigayo, M! Countdown e Show Champion. A canção também foi apresentada pelo Shinee em sua primeira turnê asiática independente, Shinee World. Mais tarde, a versão rock remixada da música passou a ser incluída no setlist de sua segunda asiática, Shinee World II. Também foi apresentada na SMTown Live '10 World Tour e SMTown Live World Tour III.

## Vídeo musical
O vídeo da música que acompanha o single foi lançado no site oficial no YouTube da SM Entertainment na mesma data do lançamento digital do álbum de estúdio. O vídeo gira em torno do conceito que retrata os membros do Shinee perseguindo uma garota, retratada pela estagiária da SM Entertainment, Kim Ye-jin em uma estação ferroviária.

## Versão japonesa
A versão japonesa da canção foi lançada como uma faixa na edição regular do primeiro álbum japonês do grupo, The First, , que foi lançado em 7 de dezembro de 2011, no Japão sob o rótulo de EMI Music Japan. As letras foram escritas por Shoko Fyhubayashi. Esta versão da canção foi incluída no setlist da primeira turnê japonesa do grupo, Shinee World 2012 para as promoções oficiais do álbum.

## Desempenho nas paradas
| Gráfico             | Melhores posições |
| ------------------- | ----------------- |
| Gaon Weekly singles | 5                 |